# Эглён (Приморские Альпы)
Эглён (фр. Aiglun) — коммуна на юго-востоке Франции в регионе Прованс — Альпы — Лазурный берег, департамент Приморские Альпы, округ Грас, кантон Ванс. До марта 2015 года коммуна административно входила в состав упразднённого кантона Сент-Обан (округ Грас).
Площадь коммуны — 15,37 км², население — 94 человека (2006) на протяжении последних тридцати лет (1982—2012) относительно стабильное: 91 человек (2012), плотность населения — 5,9 чел/км².

## Население
Население коммуны в 2011 году составляло — 93 человека, а в 2012 году — 91 человек.
| 1962 | 1968 | 1975 | 1982 | 1990 | 1999 | 2006 | 2008 | 2011 | 2012 |
| ---- | ---- | ---- | ---- | ---- | ---- | ---- | ---- | ---- | ---- |
| 58   | 50   | 70   | 94   | 91   | 106  | 94   | 90   | 93   | 91   |

Динамика численности населения:

## Экономика
В 2010 году из 47 человек трудоспособного возраста (от 15 до 64 лет) 33 были экономически активными, 14 — неактивными (показатель активности 70,2 %, в 1999 году — 52,2 %). Из 33 активных трудоспособных жителей работали 31 человек (17 мужчин и 14 женщин), 2 числились безработными (2 женщины). Среди 14 трудоспособных неактивных граждан 2 были учениками либо студентами, 8 — пенсионерами, а ещё 4 — были неактивны в силу других причин.